# Station Drahnsdorf
Drahnsdorf (Duits: Bahnhof Drahnsdorf) is een spoorwegstation in het dorp Drahnsdorf, Brandenburg, Duitsland. Het station ligt aan de Berlijn-Dresden spoorlijn en de treindiensten worden geëxploiteerd door Deutsche Bahn.
| Serie | Treintype        | Route | Materieel                                            | Frequentie |
| ----- | ---------------- | --- | ---------------------------------------------------- | ---------- |
| RE3   | Regional Express | Stralsund Hbf - Greifswald - Züssow - Pasewalk - Prenzlau - Angermünde - Eberswalde Hbf - Bernau (bei Berlin) - Berlin Hbf - Wünsdorf-Waldstadt - Drahnsdorf - Elsterwerda | Baureihe 112 of Baureihe 143 met Dubbeldeksrijtuigen | Elke 2 uur |

## Bronnen

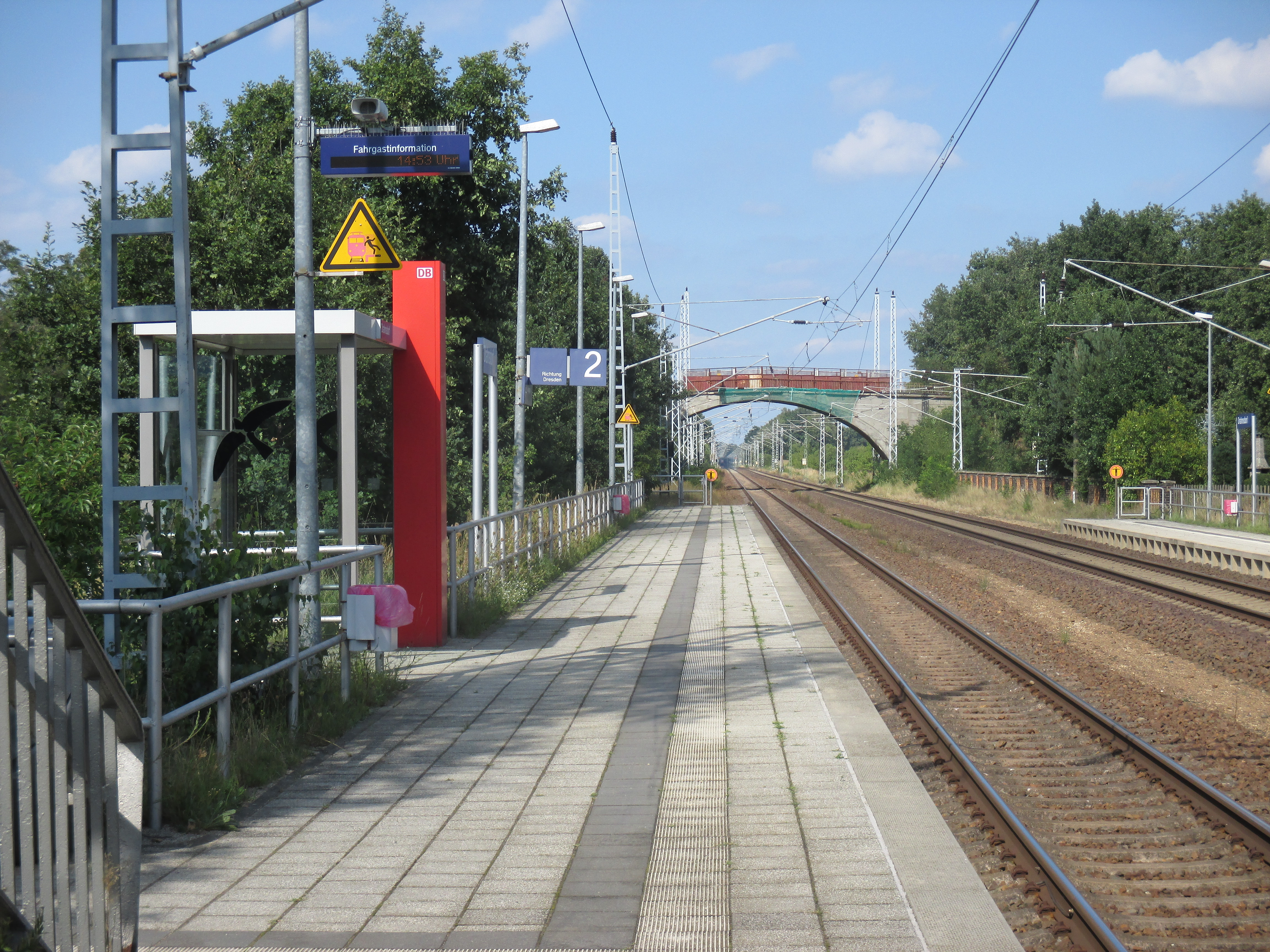
De perrons van het station.